# Dogadda
Dogadda (o Dugadda) è una suddivisione dell'India, classificata come municipal board, di 2.690 abitanti, situata nel distretto di Pauri Garhwal, nello stato federato dell'Uttarakhand. In base al numero di abitanti la città rientra nella classe VI (meno di 5.000 persone).

## Geografia fisica
La città è situata a 29° 48' 0 N e 78° 37' 0 E e ha un'altitudine di 931 m s.l.m..

## Società

### Evoluzione demografica
Al censimento del 2001 la popolazione di Dogadda assommava a 2.690 persone, delle quali 1.455 maschi e 1.235 femmine. I bambini di età inferiore o uguale ai sei anni assommavano a 354, dei quali 201 maschi e 153 femmine. Infine, coloro che erano in grado di saper almeno leggere e scrivere erano 2.106, dei quali 1.188 maschi e 918 femmine.